# Усурийски ноктест тритон
Усурийски ноктест тритон (Onychodactylus fischeri), наричан също безбелодробен ноктест тритон, дългоопашата ноктеста саламандра и фишерова ноктеста саламандра, е вид земноводно от семейство Hynobiidae.

## Разпространение
Видът е разпространен в Китай, Русия, Северна Корея и Южна Корея.